# ノリアキ
ノリアキ（1984年5月29日 - ）は、山形県出身のミュージシャン、ラッパー、YouTuber、俳優、技術者。別名はReal、カリスマ。AIMY -山形県人工知能コミュニティ-所属。第一次活動期はヒップホップ界に彗星の如く現れたカリスマ的存在として絶大な人気を誇っていた。
2025年現在、YouTubeにて『unstoppable』のMVは視聴数1000万回以上を記録している。

## 概要
表面上はネタに見せかけ、内容には重要な意味を込める手法を得意としている。また外面重視の音楽を強く非難している。2007年10月24日リリースのアルバム『This is da Music.』代表的収録曲『きみはポイズン』では「普段着のお前を見せてくれよ。晒け出してみろよ。この心で、魂で、掘り起こした物が真実だ！」という言葉が含まれており、上辺や表面的な物ではなく「本質」を重要視している。
表現に関しては一貫してクリーン・オーバーグラウンドを貫いており、他者への批判的な作品でもダーティ・アンダーグラウンド的な表現を用いる事はない。ディスリスペクト・中傷用語を用いる「闇のヒップホップ」に対し、クリーンな「光のヒップホップ」とされている。
作品内容に意味や本質が欠如している音楽に対しての風刺表現のため、自身の作品の表面上をネタに見せかけている。外面重視の音楽に対しては一貫して「フェイク」（本質の欠如した飾った偽物）と呼称し、自身と自身の作品に対しては「リアル」（内容に本質的な意味が含まれていて飾らない本物）と呼称している。
学生時代にいじめに遭っていた経験があり、一時的に引きこもりであったが、筑波大学へと進学し（活動のために後に中退）、デビュー後は古屋雄作などのプロデュースでラップを中心に音楽活動を開始。前向きな人物になり、所属事務所のオーディション時に「自分にはいじめられていた経験があるから大丈夫」と発言し、いじめに遭っていた経験が強い自分を作り上げたことを示唆している。
大半の楽曲は自身で制作しており、ギター・ピアノ演奏も行う。ラップ・ポップ・ロック・ブルースなどの幅広く様々なジャンルの楽曲を発信している。2007年10月24日リリースのアルバム『This is da Music.』収録曲『きみはポイズン』のMVではアメリカ ロサンゼルスにて黒人と共演しており、2025年現在、YouTubeにてMV視聴数190万回以上を記録し、2006年3月22日リリースのシングル『デビュー/unstoppable.』収録曲『unstoppable』のMVは1000万回以上を記録している。

## 経歴
2005年5月に『後輩オーディション』（水野敬也主催）に合格し、水野と古屋雄作（水野の友人）のプロデュースにより2006年3月22日リリースのシングル『デビュー/unstoppable.』で輝かしいデビューを果たし、収録曲『unstoppable』では収益重視のラッパー(楽曲内ではラッパーの「Zeebra」、「Eminem」に対して)を「フェイク」と呼称して非難。
2006年9月22日リリースの『温厚な上司の怒らせ方』（薄井伸一（碑文谷潤）出演DVD）と、2007年5月23日リリースの『一番大切な人の怒らせ方』に役者として出演し、俳優デビュー。
2007年10月24日にアルバム『This is da Music.』をリリースし、『きみはポイズン』（MVがアメリカ ロサンゼルスで撮影された）や、『碑文谷教授のミッドナイトゼミナール 今さら人に聞けない!怒らせ方講座』EDに起用された『SU・BE・TE』などをアルバムに収録。
2009年8月5日に公式ブログにて引退を発表し、引退後は後述する技術者として活動。
2018年1月11日に『ゲツキンラジオぱんぱかぱ～ん』（山形放送）にてAIMY -山形県人工知能コミュニティ-のメンバーとして取材を受け、引退後に初めて公の場に姿を表した。2月22日に山形県南陽市のicho cafeにて『超主観！コンピュータ将棋のここが面白い！』（AIMY -山形県人工知能コミュニティ-主催）が開催され、『人工知能の現状と未来』のプレゼンテーションを行った。
引退後は10年以上芸能活動が見られなかったが、2020年の新型コロナウイルス禍を機に再デビューを決意。2020年12月11日に古屋がTwitterにてノリアキの活動再開YouTubeライブ配信開催を発表し、12月24日にYouTubeライブ配信にて『ノリアキ Special X'mas Live "THE REAL TIME"』を開催し、約11年4か月ぶりの音楽活動となり、再デビューした。ライブ配信にて『know real key』（新型コロナウイルス禍における医療従事者支援曲）をピアノ弾き語りで発表し、YouTubeにもMVが公開され、同日に公式YouTube・Instagram・Twitterアカウントを開設し、YouTuberデビュー。2015年3月22日に古屋へプレゼントしたギター弾き語り動画を27日にYouTubeにて公開。
2021年4月よりニートtokyoに引退前のノリアキとして動画に出演。
2023年5月、APNEA『Ph.D』にてフィーチャリングのラッパーとして参加。11月、『異日常』にてanewがノリアキの『デビュー』をカバー。12月、CAMPFIREにてコミュニティが開設される。

## 作品

### 参加
| 総：総合、イ：インディーズ、メ：メジャー、配：配信限定。 | 総：総合、イ：インディーズ、メ：メジャー、配：配信限定。 | 総：総合、イ：インディーズ、メ：メジャー、配：配信限定。 | 総：総合、イ：インディーズ、メ：メジャー、配：配信限定。 |
| アーティスト                                             | タイトル                                                 | リリース日                                               | 備考                                                     |
| -------------------------------------------------------- | -------------------------------------------------------- | -------------------------------------------------------- | -------------------------------------------------------- |
| APNEA                                                    | Ph.D（feat. 이박사, Noriaki）                            | 2023年5月                                                |                                                          |

### 映像
| No. | タイトル                                            | リリース日     | 規格品番  | 備考  |
| --- | --------------------------------------------------- | -------------- | --------- | ----- |
| 1   | カリスマ道 ミュージシャンノリアキ 〜THE REAL FACE〜 | 2007年10月24日 | VTBF-5001 | DVD。 |

### タイアップ
- スカイフィッシュ：2006年 -『スカイフィッシュの捕まえ方』ED。
- SU・BE・TE：2007年 - テレビ東京『碑文谷教授のミッドナイトゼミナール 今さら人に聞けない!怒らせ方講座』ED。

## 出演

### テレビ
- 碑文谷教授のミッドナイトゼミナール 今さら人に聞けない!怒らせ方講座（2008年、Eネ！）

### DVD
- 温厚な上司の怒らせ方（2006年、ビクターエンタテインメント）

- 一番大切な人の怒らせ方（2007年、 ビクターエンタテインメント）
- カリスマ道　ミュージシャン・ノリアキ 〜The Real Face〜（2007年）

- 碑文谷教授のミッドナイトゼミナール 今さら人に聞けない!怒らせ方講座（2008年、Eネ！）

- R65（2007年）
- 東京オンリーピック『サムライコール』（ 2008年、アスミック・エース）

- アングリー・イズ・マイ・ライフ（2011年、ビクターエンタテインメント）

### ラジオ
- ゲツキンラジオぱんぱかぱ〜ん（2018年、山形放送）

### その他
- 超主観！コンピュータ将棋のここが面白い！（2018年、人工知能コミュニティ）

- ニートtokyo（2021年、YouTube）